# Polyura sempronius
Polyura sempronius är en fjärilsart som beskrevs av Fabricius 1793. Polyura sempronius ingår i släktet Polyura och familjen praktfjärilar. Inga underarter finns listade i Catalogue of Life.

## Bildgalleri

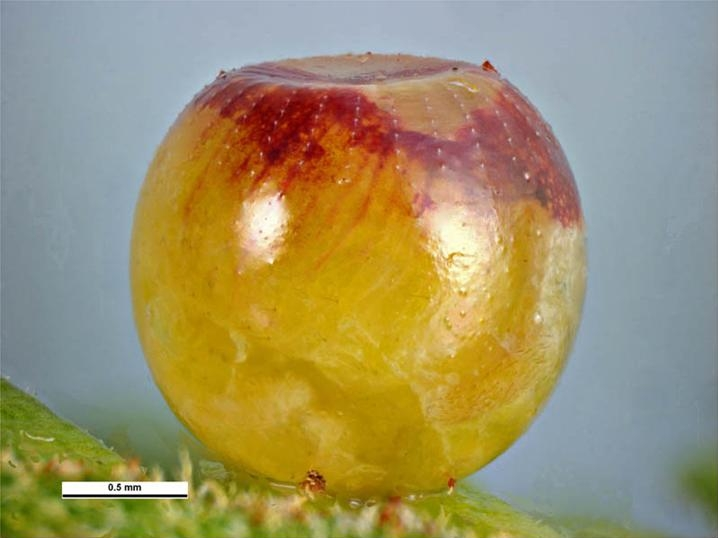
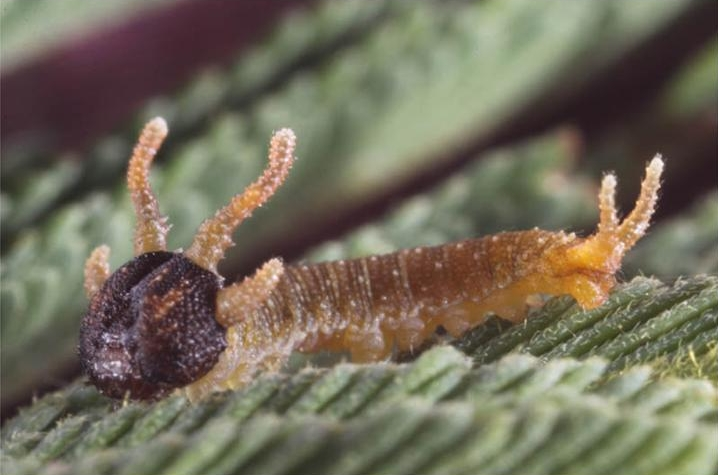
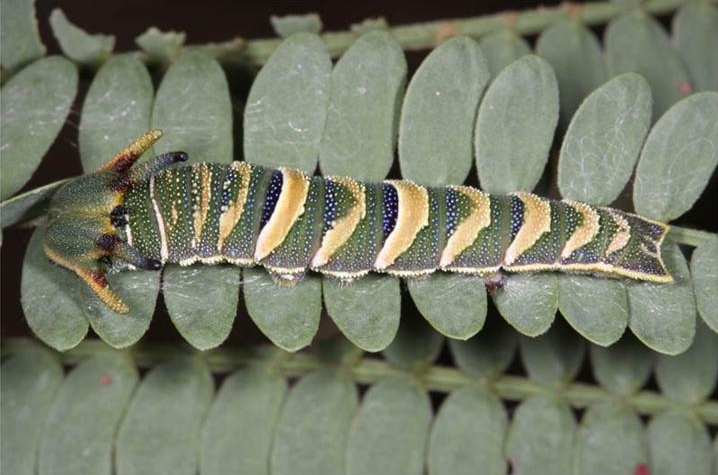
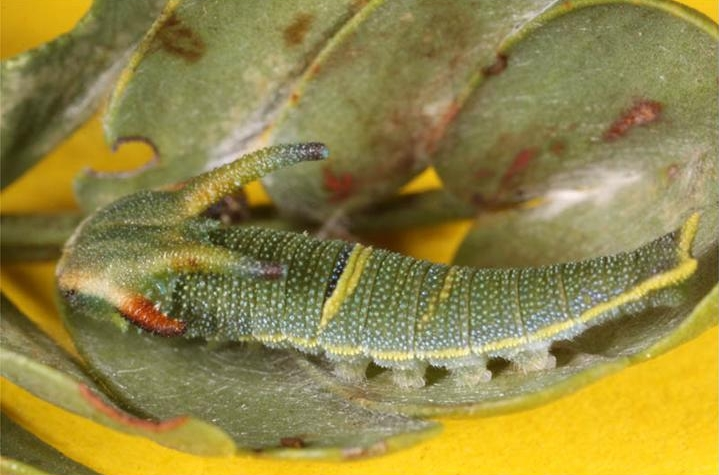
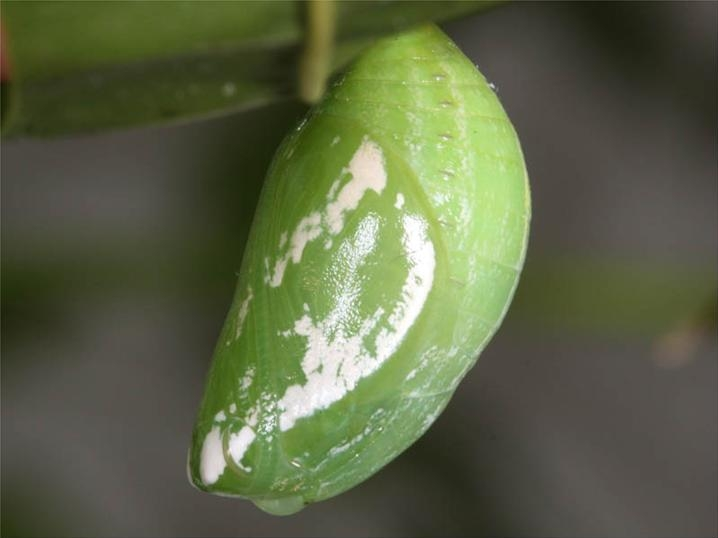
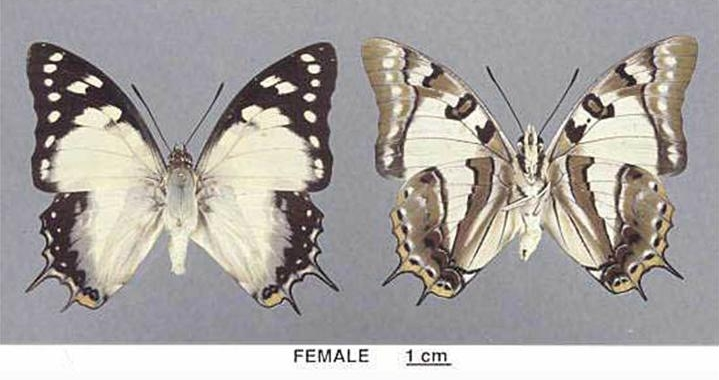